# Ki vagy te
A Ki vagy te? 2022 és 2023 között vetített magyar felnövéstörténeti és intim thriller-drámasorozat, amit Kovács Ender Krisztián, Miklauzic Bence, Márton István, Labancz István és Bánovits Ottó rendezett. A német Sunny – Wer bist du wirklich? (Sunny – Ki vagy te valójában?)  című sorozat alapján. A főbb szerepekben Lengyel Tamás, Pásztor Virág, Gáspárfalvi Dorka, Fröhlich Kristóf, Staub Viktória, Kalivoda Imre, Bartha Bendegúz, Kelemen Hanna és Fajt Alex látható.
Az első epizódját 2022. november 16-án mutatta be a RTL+.
Az RTL is bemutatta az első részét 2022. november 26-án.

## Szereplők

### Főszereplők
| Név          | Színész           | Leírás                        |
| ------------ | ----------------- | ----------------------------- |
| Brian Fox    | Lengyel Tamás     | A Fotó mesterkurzus vezetője. |
| Berényi Timi | Pásztor Virág     | A mesterkurzus résztvevői.    |
| Nika         | Gáspárfalvi Dorka | A mesterkurzus résztvevői.    |
| Kolos        | Fröhlich Kristóf  | A mesterkurzus résztvevői.    |
| Fekete Frida | Staub Viktória    | A mesterkurzus résztvevői.    |
| Lénárd       | Kalivoda Imre     | A mesterkurzus résztvevői.    |
| Renátó       | Bartha Bendegúz   | A mesterkurzus résztvevői.    |
| Vörös        | Kelemen Hanna     | A mesterkurzus résztvevői.    |
| Gabi         | Fajt Alex         | A mesterkurzus résztvevői.    |

### Mellékszereplők
| Név         | Színész          | Leírás                             |
| ----------- | ---------------- | ---------------------------------- |
| Simon       | Bárdi Gergő      | Kolos ismerőse, aki zsarolja őt.   |
| Áron        | Ruszina Szabolcs | Brian inasa.                       |
| Rácz Rozi   | Rácz Rita        | Timi nénikéje.                     |
| Georgio     | Dér Zsolt        | Rozinál dolgozó olasz munkás.      |
| Natália     | Szőts Orsolya    | Nika testvére.                     |
| Karola      | Petrik Andrea    | Újságíró. Brian és Frida ismerőse. |
| Magyar Alex | Adányi Alex      | Focista, Frida látszólagos pasija. |

### További szereplők
- Bacsa Ildikó – benzinkutas
- Bónyai Áron Máté – gyerek Kolos
- Czifra Krisztina – eladónő
- Danyi Judit – rendőrnő
- Dina László – fiatal srác
- Fecske Dávid – részeg vendég
- Fehér Adrienn – laudátor
- Fehér István – Fókusz riportere
- Fekete Kitti – Bori
- Gál Petra – önmaga
- Holl Zsuzsa – idős hölgy
- Horváth Szabolcs – Frida apja
- Kajati Marietta – Juli
- Karácsony Léna – Nika osztálytárs
- Karácsonyi Zoltán – Brian ismerőse
- Kaszás Márk – gyerek Renátó
- Kelemen Ákos – meditációs tanár
- Kiss Berdó Marcell – gyerek Lénárd
- Laky-Szakály Flóra – gyerek Natália
- Losonczi Kata – Kolos anyja
- Márkus Luca – Lea
- Mészáros Piroska – kertészlány
- Monhalt Bercel – gyerek Simon
- Nyutali Róbert – biztonsági őr
- Pál András – Borisz
- Pál Hanna – Nika osztálytárs
- Papp Zsombor – Dávid
- Puzsa Patrícia – nyomozónő
- Réti Adrienn – Gabi anyja
- Orth Péter – Gabi apja
- Osvárth Máté – verőember
- Sonkodi Léna – Nika rajongója
- Surányi Lajos Attila – mentő
- Sümegi Máté – fiatal srác
- Swieton Nóra Míra – gyerek Nika
- Szalai Ákos – verőember
- Szántó György – biztonsági őr
- Szász Fruzsina – gyerek Vörös
- Szelepcsényi István – mentő
- Tar Renáta – Nika anyja
- Terhes Sándor – Lénárd apja
- Tóth Emese – paparazzo
- Varga Zsófia – gyerek Frida
- Veréb-Tóth Krisztina – Frida anyja
- Wiborny Panna – Nika rajongója
- Zayzon Zsolt – orvos
- Znamenák István – Nika apja

## Epizódok
Az első rész premierje 2022. november 16-án volt az RTL+-on.
| Sor. | Év. | Cím      | Rendező                                                                               | Író | Premier            |
| ---- | --- | -------- | ------------------------------------------------------------------------------------- | --- | ------------------ |
| 1.   | 1.  | 1. rész  | Kovács Ender Krisztián, Miklauzic Bence, Bánovits Ottó                                | Esztergályos Krisztina, Kalapos Éva Veronika, Keszthelyi Kinga, Perczel Enikő, Zolcer Suzi, Lányi Balázs | 2022. november 16. |
| 2.   | 2.  | 2. rész  | Kovács Ender Krisztián, Miklauzic Bence, Bánovits Ottó                                | Esztergályos Krisztina, Kalapos Éva Veronika, Keszthelyi Kinga, Perczel Enikő, Zolcer Suzi, Lányi Balázs | 2022. november 23. |
| 3.   | 3.  | 3. rész  | Kovács Ender Krisztián, Miklauzic Bence, Bánovits Ottó, Márton István                 | Esztergályos Krisztina, Kalapos Éva Veronika, Keszthelyi Kinga, Perczel Enikő, Zolcer Suzi, Lányi Balázs | 2022. november 30. |
| 4.   | 4.  | 4. rész  | Kovács Ender Krisztián, Bánovits Ottó, Márton István                                  | Esztergályos Krisztina, Kalapos Éva Veronika, Keszthelyi Kinga, Perczel Enikő, Zolcer Suzi, Lányi Balázs | 2022. december 7.  |
| 5.   | 5.  | 5. rész  | Kovács Ender Krisztián, Miklauzic Bence, Márton István                                | Esztergályos Krisztina, Kalapos Éva Veronika, Keszthelyi Kinga, Perczel Enikő, Zolcer Suzi, Lányi Balázs | 2022. december 14. |
| 6.   | 6.  | 6. rész  | Kovács Ender Krisztián, Bánovits Ottó, Márton István                                  | Esztergályos Krisztina, Kalapos Éva Veronika, Keszthelyi Kinga, Perczel Enikő, Zolcer Suzi, Lányi Balázs | 2022. december 21. |
| 7.   | 7.  | 7. rész  | Kovács Ender Krisztián, Bánovits Ottó, Miklauzic Bence                                | Esztergályos Krisztina, Kalapos Éva Veronika, Keszthelyi Kinga, Perczel Enikő, Zolcer Suzi, Lányi Balázs | 2022. december 28. |
| 8.   | 8.  | 8. rész  | Kovács Ender Krisztián, Bánovits Ottó, Miklauzic Bence, Márton István, Labancz István | Esztergályos Krisztina, Kalapos Éva Veronika, Keszthelyi Kinga, Perczel Enikő, Zolcer Suzi, Lányi Balázs | 2023. január 4.    |
| 9.   | 9.  | 9. rész  | Kovács Ender Krisztián, Bánovits Ottó, Miklauzic Bence, Márton István                 | Esztergályos Krisztina, Kalapos Éva Veronika, Keszthelyi Kinga, Perczel Enikő, Zolcer Suzi, Lányi Balázs | 2023. január 11.   |
| 10.  | 10. | 10. rész | Kovács Ender Krisztián, Bánovits Ottó, Miklauzic Bence, Márton István                 | Esztergályos Krisztina, Kalapos Éva Veronika, Keszthelyi Kinga, Perczel Enikő, Zolcer Suzi, Lányi Balázs | 2023. január 18.   |
| 11.  | 11. | 11. rész | Kovács Ender Krisztián, Bánovits Ottó, Miklauzic Bence, Márton István                 | Esztergályos Krisztina, Kalapos Éva Veronika, Keszthelyi Kinga, Perczel Enikő, Zolcer Suzi, Lányi Balázs | 2023. január 25.   |
| 12.  | 12. | 12. rész | Kovács Ender Krisztián, Bánovits Ottó, Miklauzic Bence                                | Esztergályos Krisztina, Kalapos Éva Veronika, Keszthelyi Kinga, Perczel Enikő, Zolcer Suzi, Lányi Balázs | 2023. február 1.   |
| 13.  | 13. | 13. rész | Kovács Ender Krisztián, Bánovits Ottó                                                 | Esztergályos Krisztina, Kalapos Éva Veronika, Keszthelyi Kinga, Perczel Enikő, Zolcer Suzi, Lányi Balázs | 2023. február 8.   |
| 14.  | 14. | 14. rész | Kovács Ender Krisztián, Bánovits Ottó                                                 | Esztergályos Krisztina, Kalapos Éva Veronika, Keszthelyi Kinga, Perczel Enikő, Zolcer Suzi, Lányi Balázs | 2023. február 15.  |
| 15.  | 15. | 15. rész | Kovács Ender Krisztián, Bánovits Ottó, Miklauzic Bence                                | Esztergályos Krisztina, Kalapos Éva Veronika, Keszthelyi Kinga, Perczel Enikő, Zolcer Suzi, Lányi Balázs | 2023. február 22.  |
| 16.  | 16. | 16. rész | Kovács Ender Krisztián, Bánovits Ottó, Miklauzic Bence, Márton István                 | Esztergályos Krisztina, Kalapos Éva Veronika, Keszthelyi Kinga, Perczel Enikő, Zolcer Suzi, Lányi Balázs | 2023. március 1.   |
| 17.  | 17. | 17. rész | Kovács Ender Krisztián, Bánovits Ottó, Miklauzic Bence, Márton István                 | Esztergályos Krisztina, Kalapos Éva Veronika, Keszthelyi Kinga, Perczel Enikő, Zolcer Suzi, Lányi Balázs | 2023. március 8.   |
| 18.  | 18. | 18. rész | Kovács Ender Krisztián, Bánovits Ottó, Miklauzic Bence                                | Esztergályos Krisztina, Kalapos Éva Veronika, Keszthelyi Kinga, Perczel Enikő, Zolcer Suzi, Lányi Balázs | 2023. március 15.  |
| 19.  | 19. | 19. rész | Kovács Ender Krisztián, Bánovits Ottó, Miklauzic Bence, Márton István                 | Esztergályos Krisztina, Kalapos Éva Veronika, Keszthelyi Kinga, Perczel Enikő, Zolcer Suzi, Lányi Balázs | 2023. március 22.  |
| 20.  | 20. | 20. rész | Kovács Ender Krisztián, Bánovits Ottó, Miklauzic Bence, Márton István                 | Esztergályos Krisztina, Kalapos Éva Veronika, Keszthelyi Kinga, Perczel Enikő, Zolcer Suzi, Lányi Balázs | 2023. március 29.  |

## Érdekességek
A sorozat a Barátok közt univerzumában játszódik.